# Czesław Nalborski
Czesław Nalborski (ur. 22 lutego 1910 w Grajewie, zm. 28 października 1992 w Ełku) – oficer Armii Krajowej ps. „Dzik” i harcmistrz Szarych Szeregów.
Od 1924 członek harcerskiej II Drużyny Męskiej im. Tadeusza Kościuszki w Grajewie. Walczył w wojnie obronnej 1939 w szeregach Suwalskiej Brygady Kawalerii. Został wzięty do niewoli, z której uciekł w 1939. Od 1942 członek Armii Krajowej, szef wywiadu na południową część Prus Wschodnich. 
Po wojnie więziony za działalność w AK i konspiracyjnym harcerstwie.
Tworzył i prowadził drużyny harcerskie w powojennym Ełku na wzór harcerstwa Polski przedwrześniowej spotykając się z niechęcią władz komunistycznych. W czasach stalinowskich za wyświęcenie sztandaru drużyny w Kościele trafia do więzienia, drużyna zostaje rozwiązana.
Po śmierci Stalina organizował i prowadził społecznie kolejne drużyny harcerskie ucząc młodzież prawdziwej historii i patriotyzmu. W latach 80. odsunięty od pracy w harcerstwie za zapoznawanie młodzieży z wydawnictwami emigracyjnymi dotyczącymi prawdziwej historii.

## Odznaczenia
- Srebrny Krzyż Orderu Virtuti Militari (1943).